# DIBS Payment Services
DIBS Payment Services AB er en svensk virksomhed med datterselskaber i Danmark og Norge, der udbyder betalingsløsninger til forskellige typer af forretninger.
Virksomheden blev stiftet i Danmark 1998 som Dansk Internet Betalings System med det formål at håndtere betalinger i netbutikker. I dag beskæftiges ca. 100 medarbejdere med at håndtere 1 mia. betalinger hos 15.000 kunder i 20 lande.